# 卡佩倫巴赫河

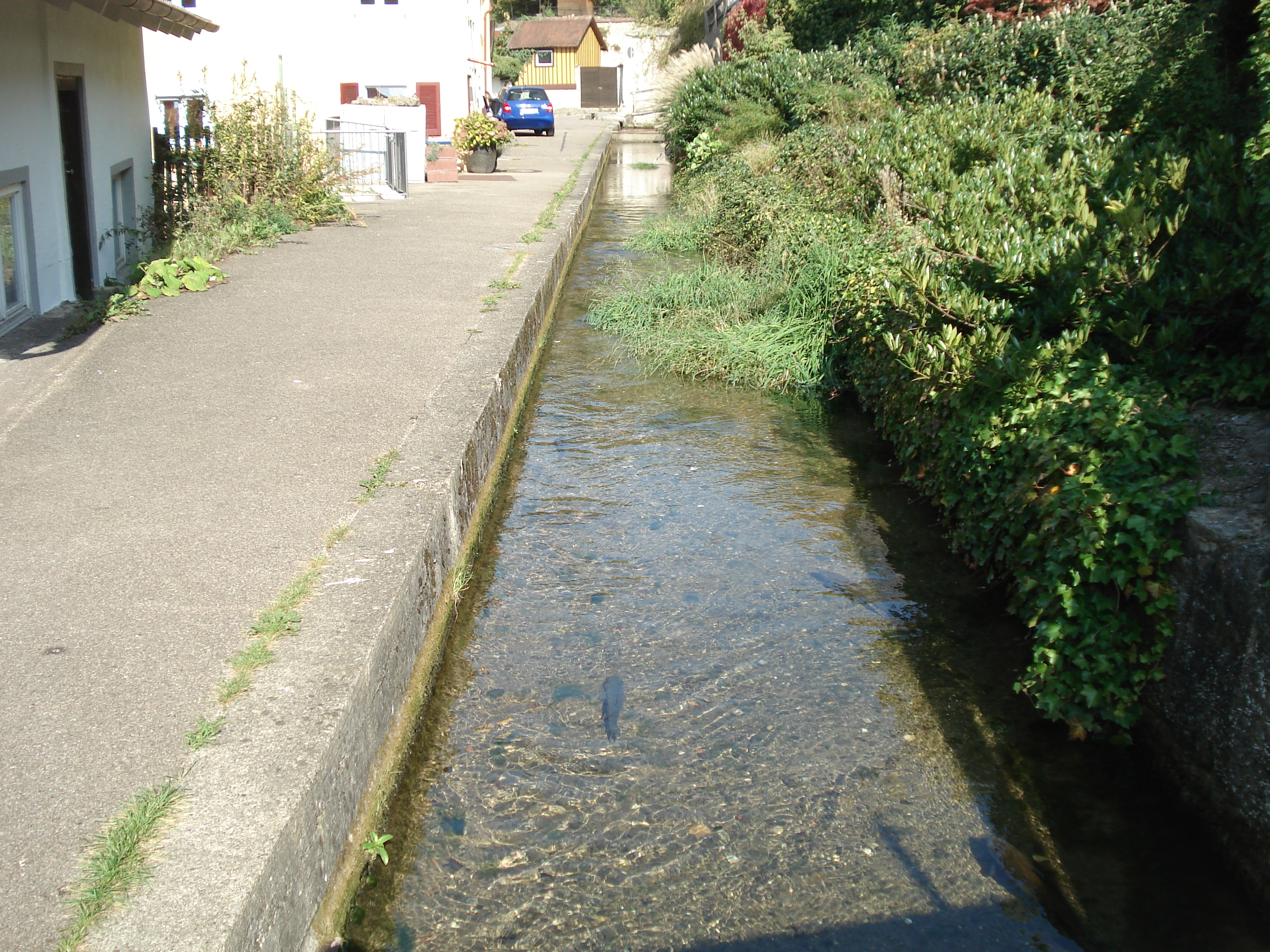

48°53′40.86″N 11°10′52.95″E / 48.8946833°N 11.1813750°E
卡佩倫巴赫河（德語：Kapellenbach），是德國的河流，位於該國東南部，由巴伐利亞負責管轄，屬於阿爾特米爾河的左支流，河道全長0.3公里，發源自艾希施泰特。